# میمون سنجابی آمریکای مرکزی تاج‌خاکستری
میمون سنجابی آمریکای مرکزی تاج‌خاکستری یا خزمیمون تاج‌خاکستری آمریکای مرکزی (نام علمی: Saimiri oerstedii citrinellus) نام یک زیرگونه از گونه خزمیمون آمریکای مرکزی است.